# Jamala
Susana Dzhamaladinova (Oekraïens: Сусана Джамаладінова, Krim-Tataars: Susana Camaladinova), beter bekend onder haar artiestennaam Jamala (Osj, 27 augustus 1983), is een Oekraïens zangeres en actrice.

## Biografie
Jamala werd geboren in Osj, een stad in het huidige Kirgizië. Haar Krim-Tataarse soennitische voorouders waren tijdens de jaren veertig door Jozef Stalin gedeporteerd naar Centraal-Azië. Haar moeder is Armeense. Na het uiteenvallen van de Sovjet-Unie keerde ze met haar familie terug naar de Krim, dat deel was gaan uitmaken van Oekraïne. Ze vestigden zich in Aloesjta.
Al van jongs af aan geïntrigeerd door muziek volgde zij haar opleiding aan de muziekacademies van Simferopol en Kiev. Haar passie ging vooral uit naar operamuziek. Later zou ze zich ook gaan toeleggen op jazz en soul. Haar grote doorbraak kwam in 2009, toen ze het muziekfestival New Wave in Jūrmala, Letland won.
In 2014 speelde ze in de film The Guide.

### Eurovisiesongfestival
In 2011 nam ze deel aan de Oekraïense preselectie voor het Eurovisiesongfestival. Ze haalde de finale, waarin ze derde eindigde, met Smile. Na geruchten over fraude volgde een openbare omroep om een nieuwe finale te organiseren, waarvoor Jamala bedankte.
Vijf jaar later nam ze opnieuw deel aan de nationale voorronde. In het liedje '1944' vertelt ze over de deportatie van 240.000 Krim-Tataren naar Centraal-Azië door Jozef Stalin waaronder ook haar eigen familie te lijden had. Haar grootmoeder Nazilkhan was begin twintig toen ze met haar vier zoons en dochter werd gedeporteerd. Een van de kinderen overleefde dat niet. Jamala won de voorronde en mocht Oekraïne vertegenwoordigen op het Eurovisiesongfestival 2016 in Stockholm. Op 12 mei bereikte ze de finale, die op 14 mei werd gehouden. Jamala haalde een score van 534 punten en won daarmee het Eurovisiesongfestival 2016. Ze was de tweede Oekraïense inzending die hierin slaagde. Vooraf aan het Eurovisiesongfestival ontstond er controverse over het lied, dat al dan niet politiek getint was. Een maand na Jamala's overwinning verscheen het internationale album 1944.

### The Voice
In 2017 en 2018 was Jamala te zien als coach bij Holos Krainy, de Oekraïense versie van The Voice. In 2019 was ze coach bij Holos Diti, de Oekraïense versie van The Voice Kids.

### Oorlog
Op 2 maart 2022 werd bekend dat de zangeres veilig met haar kinderen naar Turkije had kunnen vluchten, na de Russische invasie van Oekraïne. Vervolgens begon zij een toer door Europa om de oorlog onder de aandacht van de Europeanen te blijven houden.

## Discografie

### Albums
- For Every Heart (2011)
- All or Nothing (2013)
- Подих (Podykh) (2015)
- 1944 (2016)
- Крила (Kryla) (2018)
- Ми (My) (2021)
- QIRIM (2023)

### Singles
| Single met hitnotering(en) in de Vlaamse Ultratop 50 | Datum van verschijnen | Datum van binnenkomst | Hoogste positie | Aantal weken | Opmerkingen                          |
| ---------------------------------------------------- | --------------------- | --------------------- | --------------- | ------------ | ------------------------------------ |
| 1944                                                 | 2016                  | 21-05-2016            | tip13           | -            | Inzending Eurovisiesongfestival 2016 |